# روث شيلدون
روث شيلدون (بالإنجليزية: Ruth Sheldon)‏ هي لاعبة شطرنج بريطانية، ولدت في 3 مايو 1980.

## وصلات خارجية
- روث شيلدون على موقع الاتحاد الدولي للشطرنج (الإنجليزية)
- روث شيلدون على موقع مباريات الشطرنج (الإنجليزية)
- روث شيلدون على موقع 365Chess.com (الإنجليزية)
- روث شيلدون على موقع Chesstempo.com (الإنجليزية)
- روث شيلدون سجل أولمبياد الشطرنج للسيدات على موقع OlimpBase.org (الإنجليزية)